# 津村信夫
津村 信夫（つむら のぶお、1909年〈明治42年〉1月5日 - 1944年〈昭和19年〉6月27日）は、日本の詩人。兄は映画評論家の津村秀夫。

## 生涯
法学博士・津村秀松を父として、兵庫県神戸市葺合区に生まれる。官僚・小山健三は祖父。神戸一中を卒業して慶應義塾大学経済学部に入学し以後は東京に住む。慶大予科に在学中に肋膜炎にかかり、その療養期間中に文学への素養を深めた。1930年(昭和5年)に白鳥省吾が主宰する文芸誌『地上楽園』の同人に加わり、それに詩作を発表するようになる。室生犀星に師事し、生涯にわたってその指導と愛顧を受ける。1931年(昭和6年)に植村敏夫、中村地平、兄の秀夫と同人雑誌『四人』をおこし、そのことを相談した山岸外史とも相識ることになる。1934年（昭和9年）に慶大卒業と同時に東京海上火災に勤務し、同じ年に詩誌『四季』が創刊されると立原道造とともに参加する。1935年（昭和10年）、第一詩集『愛する神の歌』を自費出版。1939年(昭和14年)に父を失い、神奈川県大船町に移住した。1942年(昭和17年)ころから健康を害し、アディスン氏病との診断を受ける。東京築地の大東亜病院(現・聖路加病院)に入院、その後の自宅療養中に病状が悪化して他界した。多磨墓地にある家族の墓に葬られる（多磨霊園8区1種2側5番地）。

## 作風・評価
師の室生犀星は生前ほとんど津村の原稿を読むことはなかったが、その死後になって自分の影響と言うよりは同世代の「丸山薫の緊密なものを取り入れていたこと｣を確認している。詩人・辻征夫によると津村が丸山薫を通して昭和初期のモダニズム運動から受けついだものは「物象の具体性」というもので、このことを長江道太郎は「散文精神にもとづく知的リリシズム」と呼んだ。
| 「 | 指呼すれば、国境はひとすぢの白い流れ／高原を走る夏期電車の窓で／貴女は小さな扇をひらいた 「小扇」 第一詩集『愛する神の歌』より、1935年 | 」 |

などの作品は、安西冬衛や北川冬彦の短詩の延長線上にあるものだが、この爽やかな抒情はかつての短詩にはないものだった。
辻征夫は津村を知る坪井良平・三好達治・桑原武夫・田中克己などの証言を引いて、津村が近代以後の詩人群の中で際立っているのはその「幸福の相貌」においてであり、「いわば幸福ということがこの詩人の素質であり才能だった」と論じている。第二詩集『父のゐる庭』は第一詩集よりも散文精神が濃厚であり、「強固な散文精神によってしか、詩を見いだしえない」時代にふさわしい、と辻は考えた。

## 著作
- 『愛する神の歌』四季社、1935年11月。 NCID BB01685889。
  - 『愛する神の歌』冬至書房、1967年6月。 NCID BA50907516。全国書誌番号:67000716。
- 『三好達治・竹中郁・津村信夫・田中克巳・神保光太郎・丸山薫』山雅房〈現代詩人集 2〉、1940年6月。 NCID BA33767181。全国書誌番号:46051827。
- 『戸隠の絵本』ぐろりあ・そさえて〈新ぐろりあ叢書〉、1940年10月。 NCID BN10181654。全国書誌番号:46058822。
  - 『戸隠の絵本』信濃郷土誌出版社、1947年2月。 NCID BA54121090。全国書誌番号:75081555。
  - 『戸隠の絵本』津村信夫文学碑建立委員会、1982年6月。 NCID BA51715292。
  - 『戸隠の絵本』郷土出版社〈珠玉の名著=初版本記念復刻セット〉、1991年1月。 NCID BN07047256。全国書誌番号:91031502。
- 『詩集 父のゐる庭』臼井書房、1942年11月。 NCID BA45863499。全国書誌番号:46026970。
- 『詩集 或る遍歴から』湯川弘文社〈新詩叢書〉、1944年2月。 NCID BN14666870。全国書誌番号:77030146。
- 『善光寺平』深沢紅子絵、国民図書刊行会〈新日本少国民文庫〉、1945年12月。 NCID BN08022272。全国書誌番号:45017780。
- 『初冬の山』鎌倉文庫、1947年2月。 NCID BA89323309。全国書誌番号:46031952。
- 『津村信夫詩集 さらば夏の光りよ』矢代書店、1948年1月。 NCID BA48322928。全国書誌番号:46026969。
- 『津村信夫詩集』角川書店〈角川文庫 377〉、1952年3月。 NCID BA49679731。
- 『三好達治・丸山薫・田中冬二・立原道造・伊東静雄・津村信夫』東京創元社〈現代日本詩人全集 第11巻〉、1953年11月。 NCID BN09075241。全国書誌番号:57007382。
- 『津村信夫詩集』彌生書房〈世界の詩 20〉、1964年11月。 NCID BN05186808。全国書誌番号:64011164。
- 『津村信夫散文集』 全2巻、珊瑚書房、1965年11月-1965年12月。 NCID BA34303980。全国書誌番号:55000695。
- 神保光太郎 編『津村信夫詩集』白凰社〈青春の詩集 13〉、1965年11月。 NCID BN05368576。全国書誌番号:65007378。
  - 神保光太郎 編『津村信夫詩集』（新装版）白凰社〈青春の詩集 13〉、1975年9月。 NCID BA35265810。全国書誌番号:75001788。
- 『津村信夫全集』 全3巻、角川書店、1974年11月。 NCID BN06678976。全国書誌番号:75019309。
- 『秋晴れ 津村信夫未刊小説集』潮流社、1988年8月。 NCID BN05805331。全国書誌番号:89002320。
- 小久保実 編『津村信夫書簡・来簡集』帝塚山学院大学日本文学会、1995年8月。 NCID BN13878705。
- 『立原道造・津村信夫』新学社〈新学社近代浪漫派文庫 34〉、2005年6月。 NCID BA72835598。全国書誌番号:20955963。